# Supercoppa brasiliana 2021 (pallavolo femminile)
La Supercoppa brasiliana 2021 si è svolta il 18 ottobre 2021: al torneo hanno partecipato due squadre di club brasiliane e la vittoria finale è andata per la quarta volta consecutiva al Praia Clube.

## Regolamento
Le squadre hanno disputato una gara unica.

## Squadre partecipanti
| Squadra     | Qualificazione                                                |
| ----------- | ------------------------------------------------------------- |
| Minas       | Vincitrice Superliga Série A 2020-21 / Coppa del Brasile 2021 |
| Praia Clube | Finalista Coppa del Brasile 2021                              |

## Torneo
| 18 ottobre 2021 Arena Multiuso, Brusque Durata: ? - Spettatori: ? | Praia Clube | 3 - 0 | Minas | 25-16, 25-18, 25-20 |